# Nikoi drug
Nikoi drug è un singolo della cantante bulgara Andrea, pubblicato il 12 agosto 2013.

## Video musicale
Il videoclip è stato girato nell'agosto 2013 a Santorini in Grecia, dove la cantante posa anche per un servizio fotografico per Playboy Bulgaria.